# Christine Nordhagen
Christine Nordhagen est une lutteuse canadienne née le 26 juin 1971 à Valhalla Centre.

## Carrière
Christine Nordhagen remporte six médailles d'or aux Championnats du monde de lutte (1994 et 1996 en moins de 70 kg, 2000 en moins de 75 kg et 1997, 1998 et 2001 en moins de 68 kg), une médaille d'argent en moins de 70 kg en 1993 et une médaille de bronze en moins de 75 kg en 1999.
Aux Championnats panaméricains, elle remporte l'or en 1997 en moins de 68 kg et en 1998 en moins de 75 kg.
Elle termine cinquième des Jeux olympiques d'été de 2004 dans la catégorie des moins de 72 kg.